# سونی اریکسون تی۲۹۰
سونی اریکسون تی ۲۹۰ (به انگلیسی: Sony Ericsson T290)یک تلفن همراه است که توسط سونی اریکسون در سال ۲۰۰۴ عرضه شد. این گوشی دارای باتری ۷۰۰ میلی آمپر ساعتی لیتیوم یونی ، صفحه نمایش با رزولوشن ۸۰×۱۰۱ پیکسل با ۴۰۹۶ رنگ است. این گوشی۷۳ گرم وزن دارد و بلوتوث و مادون قرمز ندارد. تی ۲۹۰ به غیر از حالت بلندگو، شباهت زیادی به گوشی سونی اریکسون تی ۲۳۰ دارد. 